# Жервиль-Реаш, Гастон
Гастон Жервиль-Реаш (фр. Gaston Gerville-Réache; 1854, Пуант-а-Питр, Гваделупа — 1908, Марей-ан-Франс, Франция) — французский политический деятель, уроженец Гваделупы, метис.
Был учеником Виктора Шёльшера, профессором философии и риторики на Гаити, потом адвокатом в Париже и редактором «La Justice»; в 1881 стал депутатом от Гваделупы (и в свои 27 лет вторым самым молодым членом Палаты), оставаясь в парламенте до 1906. Входя сперва в радикальную левую, а затем в Союз левых, он называл себя «радикалом по принципу, но оппортунистом по обстоятельствам». 
Гастон Жервиль-Реаш выступал одним из первых «цветных людей» национального значения во времена Третьей республики. Выступал по вопросам о колониях, финансовым и морским. Отстаивал развитие образования (в частности женского) в колониях и в этом направлении сделал очень много.